# Герб Торгановичів
Герб Торгановичів — офіційний символ села Торгановичі, Самбірського району Львівської області, затверджений 22 лютого 2001 року рішенням сесії Торчиновицької сільської ради.
Автор — А. Гречило.

## Опис
У червоному полі золота зубчаста балка, над і під нею — по золотому мисливському ріжку з ремінцем.

## Зміст
За переказами, у ХVІ ст. в Торгановичах був оборонний мурований замок, оточений валами, який використовувався також і під час полювання. Ці мотиви й закладено в сучасних символах. Вишневий колір на прапорі свідчить про багаті сади.